# Enzo Miccio
Vincenzo Miccio, detto Enzo (San Giuseppe Vesuviano, 5 maggio 1971), è un conduttore televisivo italiano.

## Biografia
Nato a San Giuseppe Vesuviano, cresce a Boscotrecase (NA), poi si trasferisce a Milano. Qui, dopo aver frequentato l'Istituto Europeo di Design, si dedica all'organizzazione di eventi di moda e collabora con un prestigioso ufficio stampa milanese. Ha collaborato con testate giornalistiche con fotodocumentari su tematiche di moda, scenografia e arredo della tavola. Partecipa come disegnatore alla rivista White Sposa, curando la rubrica di progettazione di tavoli.
Esordisce nel mondo dell'organizzazione eventi e matrimoni nel 1999 e nel 2001 fonda la sua prima società di organizzazione e progettazione di eventi e matrimoni a Milano. Successivamente nel 2009 apre una propria accademia, la Enzo Miccio Academy, dove impartisce sia corsi per gli organizzatori di matrimoni sia per moda e cura della propria immagine. Dal 2006 organizza le nozze di personaggi del mondo dello spettacolo e dello sport.

## Carriera
Esordisce in televisione nel 2005, diventando uno dei primi volti del canale Real Time, con il programma Wedding Planners, dedicato alla progettazione di matrimoni. Dal 2009 inizia la conduzione di Ma come ti vesti?!, sempre su Real Time, insieme a Carla Gozzi, nel quale i due stilisti di moda si prendono cura del rinnovamento del guardaroba e dell'aspetto di persone comuni.
Dal dicembre 2011 si occupa della rubrica "L'eleganza del Miccio" per il settimanale Diva e Donna con commenti su stile e buon gusto e conduce insieme a Carla Gozzi il programma Shopping Night. Nello stesso anno è presente come opinionista con Cristina Parodi da Londra alla diretta televisiva Royal Wedding, condotta dalla giornalista Cesara Buonamici su Canale 5 per il matrimonio del principe William e Catherine Middleton. Nel 2012 esordisce come romanziere pubblicando con Rizzoli un libro ispirato a Grace Kelly. Nel maggio 2013 conduce la trasmissione televisiva su Real Time L'eleganza del maschio, in cui fornisce consigli di eleganza e buone maniere al pubblico maschile. Nel 2014 partecipa alla 10ª edizione dello show Ballando con le stelle, condotto da Milly Carlucci su Rai 1, in coppia con Alessandra Tripoli. Nello stesso anno inizia la conduzione dei programmi Diario di un wedding planner e di Enzo Missione Spose, entrambi in onda su Real Time. Nel febbraio 2015 entra invece a far parte della giuria di Notti sul ghiaccio, condotto da Milly Carlucci, e dà inizio al programma Real Time a Sanremo con Enzo in cui mostra i retroscena dello storico Festival di Sanremo e intervista e giudica gli stili degli artisti che si susseguono nelle edizioni.
Seguono poi, tra il 2016 e il 2017, ruoli da giurato in Miss Italia 2016 per LA7 e Piccoli giganti, insieme a Serena Rossi e Benedetta Parodi, su Real Time. Nel 2018 riceve una parte nella pellicola Puoi baciare lo sposo mentre il 12 maggio 2018 è presente come opinionista alla diretta speciale Royal Wedding: il matrimonio di Meghan e Harry per il matrimonio tra il principe Harry e Meghan Markle per Real Time con Mara Maionchi, Giulia Valentina e Katia Follesa. Dal 2019 torna a condurre Shopping Night, sempre con Carla Gozzi, e il nuovo programma Abito da sposa cercasi Palermo, formato rivisitato dal programma televisivo statunitense Abito da sposa cercasi, trasmesso in Italia sempre su Real Time. Nel 2020 partecipa con Carolina Gianuzzi, sua assistente, al programma Pechino Express su Rai 2, classificandosi al secondo posto. Nel 2022 torna a Pechino Express, passato a Sky, come sostituto conduttore di Costantino della Gherardesca nella seconda metà dell'edizione, per poi affiancarlo nelle ultime due puntate e nella decima stagione; inoltre affianca Giorgio Locatelli nella seconda edizione di Home restaurant su TV8.
Ha inoltre partecipato come ospite e opinionista a numerose trasmissioni televisive, tra cui Domenica Live, Che tempo che fa, Quelli che il calcio, I menù di Benedetta, TV Talk, Vieni da me.
Nel 2022 è stato anche concorrente di Back to School, programma condotto da Nicola Savino su Italia 1.

## Programmi televisivi
- Wedding Planners (Real Time, 2005-2014)
- Ma come ti vesti?! (Real Time, 2009-2018)
- Shopping Night (Real Time, 2011-2015, 2019)
- Royal Wedding (Canale 5, 2011) opinionista
- Mettiamoci all'opera (Rai 1, 2011-2012) giudice
- L'eleganza del maschio (Real Time, 2013)
- Enzo Missione Spose (Real Time, 2014)
- Ballando con le stelle (Rai 1, 2014) concorrente
- Real Time a Sanremo con Enzo (Real Time, dal 2015)
- Diario di un Wedding planner (Real Time, 2014-2020)
- Notti sul ghiaccio (Rai 1, 2015) giudice
- Miss Italia (LA7, 2016) giudice
- Piccoli giganti (Real Time, 2017) giudice
- Royal Wedding: il matrimonio di Meghan e Harry (Real Time, 2018) opinionista
- Il matrimonio di Daniele e Filippa - Enzo Miccio Wedding planner (Real Time, 2018)
- Il matrimonio di Eva ed Imma - Enzo Miccio Wedding planner (Real Time, 2019)
- Abito da sposa cercasi - Palermo (Real Time, 2019-2020)
- Pechino Express (Rai 2, 2020[22]; Sky Uno, 2022-2023[23])
- Resta a casa e vinci (Rai 2, 2020) ospite ricorrente
- Abito da sposa cercasi - Puglia (Real Time, 2021)
- Back to School (Italia 1, 2022) concorrente
- Alessandro Borghese - Celebrity Chef (TV8, 2022) concorrente
- Cortesie in famiglia (Real Time, 2022)
- Trasformazioni incredibili (Real Time, 2022)
- Home Restaurant (TV8, 2023)
- Top - Tutto quanto fa tendenza (Rai 2, dal 2024)
- Spose in affari (Real Time, 2024)
- Radio Italia Live - Il concerto (TV8, 2025)

## Filmografia
- Puoi baciare lo sposo, regia di Alessandro Genovesi (2018)

## Radio
Nel settembre 2011 entra a far parte del programma Good Morning Kiss Kiss in onda quotidianamente alle 10 su Radio Kiss Kiss.
Nel settembre 2013 co-conduce con Paoletta e Patrick su Radio Italia il programma Radio Italia Style, in onda dal lunedì al venerdì.

## Pubblicazioni
- Il matrimonio che vorrei. Progetti di stile ed idee per un giorno indimenticabile, Segrate, Arnoldo Mondadori Editore, 2008, ISBN 978-88-370-6116-6.
- Ma come ti vesti?! Regole, trucchi e suggerimenti per non sbagliare mai il look, Milano, RCS MediaGroup, 2010, ISBN 978-88-17-04083-9.
- Matrimonio da favola. Stile e sentimento tra sogno e realtà, Milano, RCS MediaGroup, 2011, ISBN 978-88-17-04942-9.[24]
- L'eleganza del maschio, Rizzoli, 2013
- Cercando Grace, Rizzoli, 2012
- Wedding Party, Mondadori, 2016
- Ditemi sempre di sì. Il mio viaggio tra ricordi e bellezza, HarperCollins Italia, 2023